# De Zanden
De Zanden is de naam voor enkele, grotendeels verdwenen streekjes in Duurswold (nu gemeente Midden-Groningen) in de dorpen Siddeburen, Hellum en Schildwolde.
1. De Zanden, tegenwoordig Oosterzanden genoemd, bestond uit twee lage dekzandopduikingen ten noordoosten van Siddeburen. De streekje wordt in 1619 als Oster Sanden, in 1688 als De Sanden vermeld. In 1708 maakte men onderscheid tussen de Ooster- en de Westersanden; daartussen lag de Lintjer (Leentjer) of Munnikesloot.[2]  Ook sprak men wel over landerijen gelegen agter de Sanden. De (westelijke) Zanden gaven hun naam aan de Ooster Tjuchemer- of Zanderpolder (1806) en aan de kadastrale sectie De Zannen (later De Zanden), die zich uitstrekte tot De Hole. De Oosterzanden maakten deel uit van de Noorderpolder in de Oosterweren (1806) en de kadastrale sectie Oosterweeren. De namen Ooster- en Westerzanden raakten omstreeks 1950 in onbruik. In het kader van de ruilverkaveling werden omstreeks 1972 de Ooster Zandenweg met de zijstraat De Zanden aangelegd.
2. Westerzanden is een recente weg met enkele boerderijen ten noordoosten van Hellum, niet ver van het Schildmeer, aangelegd omstreeks 1980. Het streekje viel oorspronkelijk onder Siddeburen en stond bekend als Akkereinden. Er waren een stuk of vijf kleinere boerderijen, waarvan de laatste omstreeks 1970 werd gesloopt. De huidige straatnaam strookt niet met de historische gegevens. De nabijgelegen Zandelaan te Siddeburen wordt voor her eerst vermeld in 1929, als hier de Stopplaats Zandelaan van het Woldjerspoor wordt geopend.
3. Hellumer Zanden was een streekje ten noorden van Hellum, waar in de 19e eeuw een stuk of vijftien huizen stonden. Al sinds 1650 was sprake van personen die afkomstig waren van Hellumer Zanden, voor het laatst in 1800. Een afzonderlijk buurtschap werd het niet. Later concentreerde de bebouwing zich aan dwarslaantjes als de Deldenlaan. Mogelijk heeft de molenpolder Zandwerf onder Hellum (gesticht omstreeks 1792/93) zijn naam aan dit streekje ontleend. De molen stond eerst dichter bij het dorp, voor hij omstreeks 1820 naar het Schildmeer werd verplaatst.
4. De Zanden of Schildwolder Zanden was een streekje ten noordwesten van Schildwolde. Het gaf zijn naam gaf aan de Zandjerpolder (voor 1816), die echter een veel groter gebied besloeg. De Zanden vormde tevens een kadastrale sectie. De oudste vermelding is de perceelsnaam Sandtdoffe (1588).[3] Het streekje werd in de 19e eeuw als een afzonderlijk buurtschap beschouwd, met drie boerderijen en een stuk of twaalf kleinere huizen. Aan het streekje is omstreeks 1980 de straatnaam Zandenpad te Schildwolde ontleend.

De naam De Zanden wijst op voormalige dekzandruggen en -welvingen. Dit waren hogere gronden die na het verdwijnen van het hoogveenpakket geschikt waren voor de akkerbouw, in tegenstelling tot het omliggende veenland.  Aan het toponiem De Zanden zijn ook de familienamen Zantjer en Zandinga ontleend.
De naam komt in deze betekenis ook in het Westerkwartier voor. Westerzand en Oosterzand (in de 17e eeuw ook Westerzanden, op het Zand of op de Zanden genoemd) zijn buurtschappen onder Sebaldeburen en Oldekerk. Hieraan grensde de buurtschap Het Zand te Niekerk. 
De Wester- en Oosterzanden zijn een natuurgebied in Drenthe. 